# Marleen Kauffmann
Marleen Kauffmann is een Belgisch politica voor CD&V en was waarnemend burgemeester van Leopoldsburg van 2019 tot en met 2022, toen burgemeester Wouter Beke minister werd. Daarvoor en na het ontslag van Wouter Beke was ze schepen van Cultuur, Toerisme en erfgoed, wijkwerking, onderwijs en mobiliteit in die plaats. In 2024 werd zij gekozen tot burgemeester van Leopoldsburg.
Naast haar politieke functies heeft ze verschillende bestuursmandaten, waaronder bij Universiteit Hasselt, de vervoersregioraad Limburg en de Projectvereniging Regionaal Landschap Lage Kempen.

## Biografie
Kauffmann volgde een opleiding hotelmanagement aan de Plantijn Hogeschool in Antwerpen. Tussen 2001 en 2016 werkte ze als campusmanager bij Qrios, een opleidingsinstituut voor volwassenen. 
Kauffmann werd in 2005 voor het eerst gemeenteraadslid van Leopoldsburg, en werd later fractieleider. In 2012 werd ze voor de eerste keer schepen van die plaats. Zij had Mobiliteit, Cultuur, Onderwijs, Wijkwerking, Toerisme en erfgoed in haar portefeuille. Na deze periode als schepen keerde ze in 2020 weer terug naar Qrios.

### Lokale verkiezingen 2024
In de laatste gemeenteraadsverkiezingen van 2024 behaalde Marleen Kauffmann (PRO CD&V) in Leopoldsburg 1.688 voorkeursstemmen, waarmee ze de meeste stemmen van alle kandidaten binnenhaalde. Haar partij, PRO CD&V, kwam als grootste partij uit de bus met 35% van de stemmen, wat hen 9 zetels opleverde. Kauffmann kreeg het initiatiefrecht en leidde de onderhandelingen voor een coalitie met Vooruit, die 26,3% van de stemmen behaalde en 7 zetels kreeg.
Op 4 december 2024 wordt Kauffmann de eerste verkozen vrouwelijke burgemeester van Leopoldsburg.

## Persoonlijk
Samen met haar echtgenoot is zij eigenaar van Wijnhuis Masco in Heppen (gemeente Leopoldsburg).